# 5891 Gehrig
5891 Gehrig è un asteroide della fascia principale. Scoperto nel 1981, presenta un'orbita caratterizzata da un semiasse maggiore pari a 2,4356148 UA e da un'eccentricità di 0,1309867, inclinata di 3,34136° rispetto all'eclittica.